# Castillo de Hässelby
El Castillo de Hässelby (Hässelby slott) es una antigua mansión localizada en Hässelby gård en la parte oeste del municipio de Estocolmo, Suecia. Desde 2010 está disponible frecuentemente para bodas, fiestas y conferencias.

## Historia
Gustaf Bonde (1620-1667) empezó a construir Hässelby en la década de 1640. Su hijo Karl Bonde (1648-1699) poseyó la propiedad hasta su muerte en 1652. El edificio principal tiene dos plantas junto a dos alas con torres con pabellones más altos. Fue diseñado por el arquitecto Simon de la Vallée (1590-1642) y fue terminado sobre la década de 1660 por su hijo Jean de la Vallée (ca. 1620-1696) cuando  Gustaf Bonde poseía la mansión. A principios del siglo XVIII, fue acondicionado el jardín barroco. La familia noble de los Bonde poseyó la finca hasta 1931, cuando la Ciudad de Estocolmo la adquirió e hizo renovar la mansión a principios de la década de 1960.